# Коршунова, Клавдия Александровна
Кла́вдия Алекса́ндровна Ко́ршунова (род. 8 июня 1984, Москва, РСФСР, СССР) — российская актриса театра и кино.

## Биография
Родилась 8 июня 1984 года в Москве в театральной семье. В 2004 году окончила Высшее театральное училище имени М. С. Щепкина (курс В. И. Коршунова) и была приглашена в Малый театр, но впоследствии перешла в «Современник».
Начала сниматься в кино с 2005 года. Также помимо актёрской деятельности, была режиссёром, сценаристом и продюсером.
В 2014 году получила премию «Фигаро» в номинации «Лучшие из лучших» за исполнение ролей на драматической сцене.
Была режиссёром короткометражного фильма «Такой именно день» (2024). Он стал лауреатом кинопремии «Белый слон» как лучший короткометражный (игровой) фильм и получил специальный приз жюри в категории работ женщин-режиссёров на Международном кинофестивале в Дакке.

### Семья и родственники
Прабабушка — Клавдия Еланская (1898—1972), актриса МХАТа, народная артистка СССР (1948). Прадед — Илья Судаков (1890—1969), актёр и режиссёр МХАТа, народный артист РСФСР (1938).
Бабушка — Екатерина Еланская (1929—2013), актриса, театральный режиссёр, народная артистка РФ (1999), заслуженный деятель искусств РСФСР (1991), художественный руководитель Московского театра «Сфера». Дед — Виктор Коршунов (1929—2015), народный артист СССР (1984), директор Малого театра (1985—2009).
Мать — Ольга Семёновна Леонова, театральный художник, художник-постановщик театра «Сфера». Отец — Александр Коршунов (род. 1954), народный артист РФ (1999), актёр и режиссёр Малого театра и театра «Сфера».
Брат — Степан Коршунов (род. 1978), актёр Малого театра, кинорежиссёр.
Муж — Евгений Маслов, дизайнер, работает в компании ТМХ. Сын Виктор (25.12.2015), дочь Лукия (20.12.2018).

## Творчество

### Театральные работы
- 2005 — «Бесы» — Даша Шатова (театр «Современник»)
- 2005 — «Подлинная история М.Готье по прозвищу „Дама с камелиями“» — Маргарита Готье (театр «Современник»)
- 2006 — «Америка, часть вторая» — девушка из «Деликатесов» (театр «Современник»)
- 2006 — «Мамапапасынсобака» — Надежда (театр «Современник»)
- 2008 — «Шарманка» — Мюд (театр «Современник»)
- «Бег» — Люська
- «Гроза» А. Н. Островского — Катерина
- Пучина — Лиза (Малый театр)
- «Три сестры» А. П. Чехова — Ирина
- 2010 — «Хорошенькая» — Саша (театр «Современник»)

### Фильмография
- 2005 — Александровский сад — Лиля, циркачка
- 2005 — Солдатский декамерон — Наташа, дочь полковника Лукина
- 2005 — Счастье ты моё
- 2006 — 977 — Рита, носительница искомого уровня 977
- 2006 — Острог. Дело Фёдора Сеченова — Ирма Маратовна Миклушич, психолог
- 2007 — Завещание Ленина — Лида
- 2007 — Отрыв — Татьяна
- 2008 — Розыгрыш — Тая Петрова
- 2008 — Судебная колонка (6 серия «Ребёнок на заказ») — Таня
- 2008 — Голубка — мать Генки
- 2009 — Московский дворик — Людмила Альперова
- 2009 — Террор любовью — Надя, дочь Кати
- 2010 — Евразиец — проститутка Саша (премия Литвы Серебряный журавль лучшей актрисе)
- 2010 — Каденции — Лена, актриса
- 2010 — Хранители сети — Женя
- 2011 — Сердца бумеранг — Анна
- 2011 — Фурцева — Валентина, фронтовая подруга Петра
- 2012 — Печорин — Ундина
- 2012 — Инквизитор — Берта Фреймане
- 2013 — Путёвка в жизнь — Веткина
- 2014 — Майские ленты — Ольга
- 2014 — Дубровский — Маша Троекурова
- 2015 — Покой нам только снится
- 2015 — Завтра — Наташа Кэллахен
- 2019 — А. Л. Ж. И. Р. — Аглая Демидова
- 2019 — Неопалимая Купина (Неоконченный бой) — Антонина Иваньшина
- 2020 — Территория — Шура, отшельница
- 2021 — Угрюм-река — Клавдия, жена Фильки Шкворня
- 2022 — Актёр — сотрудник ФСБ
- 2023 — Хозяин — Анна Меньшова